# Konjunktivní normální forma
Ve výrokové logice je formule v konjunktivní normální formě (KNF nebo CNF z anglického conjunctive normal form), pokud je ve tvaru konjunkcí klauzulí, kde klauzuli definujeme jako disjunkci literálů (a je-li {\displaystyle x} výroková proměnná, tak jí určené literály jsou právě {\displaystyle x} a {\displaystyle \neg x}). Jako normální forma se používá v automatickém dokazování vět. Podobná kanonická forma se používá v teorii obvodů.
Každá konjunkce literálů a také každá disjunkce literálů je KNF, protože je můžeme považovat za konjunkci klauzulí s jedním literálem, resp. za disjunkci jedné klauzule.
Podobně jako v
disjunktivní normální formě (DNF), jediné logické spojky v KNF jsou logická spojka a, nebo a negace. Negace může být pouze součástí literálu, tzn. že negovat lze pouze výrokovou proměnnou.
Platí, že pro každou formuli A lze sestrojit ekvivalentní formule K a D (tedy {\displaystyle \vdash } A ↔ K a {\displaystyle \vdash } A ↔ D), kde K je v KNF a D je v DNF. Toto tvrzení lze dokázat indukcí podle složitosti formule užitím De Morganových zákonů a distributivity.

## Příklady
Příklady formulí, které jsou v KNF:
{\displaystyle \neg A\wedge (B\vee C)} (negace smí stát jen před výrokovou proměnnou)
{\displaystyle (A\vee B)\wedge (\neg B\vee C\vee \neg D)\wedge (D\vee \neg E)}
{\displaystyle A\wedge B} (tato formule je zároveň i v DNF)
Příklady formulí, které nejsou v KNF:
{\displaystyle \neg (B\vee C)}
{\displaystyle (A\wedge B)\vee C}
{\displaystyle A\wedge (B\vee (D\wedge E))}
Výše uvedené formule lze ovšem do KNF převést, tedy sestrojit k nim ekvivalentní formule, které jsou v KNF:
{\displaystyle \neg B\wedge \neg C}
{\displaystyle (A\vee C)\wedge (B\vee C)}
{\displaystyle A\wedge (B\vee D)\wedge (B\vee E)}